# William Croft (Linguist)
William Croft (* 1956) ist ein US-amerikanischer Linguist.

## Leben
Croft promovierte 1986 an der Stanford University bei Joseph Greenberg. Von 1986 bis 1993 war er Professor für Linguistik an der University of Michigan, Ann Arbor, und von 1994 bis 2005 an der University of Manchester. Von 2006 bis zu seinem Ruhestand im Jahr 2018 lehrte er an der University of New Mexico, Albuquerque.
In seiner Forschung beschäftigt er sich hauptsächlich mit Sprachuniversalien, vor allem in den Bereichen Aspekt, Argumentstruktur und grammatische Kategorien. Er ist der Schöpfer der Radikalen Konstruktionsgrammatik (Radical Construction Grammar), einer Version der Konstruktionsgrammatik, die sich dadurch auszeichnet, dass die grammatische Konstruktion als einziges primitives Element der Sprachstruktur betrachtet und alle anderen Kategorien aus Konstruktionen herleitet. Da Konstruktionen nach Croft streng einzelsprachlich betrachtet werden müssen, gibt es in der Radikalen Konstruktionsgrammatik keine sprachübergreifenden grammatischen Kategorien. Sprachuniversalien sind daher laut Croft ausschließlich durch ihre Verankerung im kognitiven System zu erklären. Darüber hinaus beschäftigt Croft sich mit der Entstehung und dem Wandel von Sprachen aus evolutionstheoretischer Perspektive.

## Werke (Auswahl)
- William Croft und D. Alan Cruse: Cognitive Linguistics. Cambridge University Press, Cambridge 2004, ISBN 0-521-66770-4.
- William Croft: Typology and Universals. 2. Auflage. Cambridge University Press, Cambridge 2003, ISBN 0-521-00499-3 (1. Auflage 1990, ISBN 052136583X).
- William Croft: Radical Construction Grammar: Syntactic Theory in Typological Perspective. Oxford University Press, Oxford 2001, ISBN 0-19-829954-0.
- William Croft: Explaining Language Change: An Evolutionary Approach. Longman, Harlow 2000, ISBN 0-582-35677-6.